# مليكة حدقي
مليكة حدقي (من مواليد عام 1952- مغربية) شاركت في ركض المسافات المتوسطة. ونافست ايضاً في سباق 800 متر سيدات في الألعاب الأولمبية الصيفية لعام 1972.

## روابط خارجية
- مليكة حدقي على موقع الاتحاد الدولي لألعاب القوى (الإنجليزية)
- مليكة حدقي على موقع اللجنة الأولمبية الدولية (الإنجليزية)
- مليكة حدقي على موقع أوليمبيديا (الإنجليزية)